# Kapambwe Mulenga
Kapambwe Mulenga (1963 – 23 marzo 1996) è stato un calciatore zambiano, di ruolo difensore.

## Carriera

### Club
Ha sempre giocato nel massimo campionato zambiano.

### Nazionale
Con la maglia della Nazionale ha partecipato alla Coppa d'Africa nel 1990 e nel 1994.